# London Borough of Merton
London Borough of Merton är en kommun (borough) i sydvästra London med cirka 215 000 invånare (2022). Den bildades 1965 när Municipal Borough of Mitcham, Municipal Borough of Wimbledon och Merton and Morden Urban District slogs samman. 

## Distrikt
Distrikt som helt eller delvis ligger i Merton.
- Colliers Wood
- Lower Morden
- Morden Merton
- Morden Park
- Mitcham
- Merton Park
- Raynes Park
- South Wimbledon
- St Helier
- Wimbleton